# 吳晉晝
吳晉晝，字接侯，浙江海鹽縣人，明末詩人。

## 生平
崇禎九年（1636年）丙子科浙江鄉試舉人。年二十七卒。海內詩人多為其作詩哀悼。

## 著作
工詩，詩宗李賀，有《蓬蒿園集》。

## 家族
父吳麟瑞。晉晝為長子。